# Darmassoziiertes Immunsystem
Das darmassoziierte lymphatische Gewebe (darmassoziierte Immunsystem) oder  GALT (von engl. gut associated lymphoid tissue) ist der Teil des lymphatischen Systems im Bereich des Darms. Aufgrund der großen Oberfläche hat die Darmschleimhaut besondere Bedeutung für das Immunsystem. 70–80 % aller Zellen, die Antikörper produzieren, befinden sich in der Schleimhaut des Darmes. 
Diffuse Ansammlungen von Lymphozyten oder lockere Verbände dieser (Lymphfollikel) findet man im gesamten Magen-Darm-Trakt, der durch die aufgenommene Nahrung besonders häufig mit Keimen und Fremdkörpern in Kontakt kommt. Im Krummdarm (Ileum) sowie im Wurmfortsatz (Appendix vermiformis) existiert organisiertes lymphatisches Gewebe in Form der Peyer-Plaques.